# Рапла
Ра́пла (эст. Rapla) — внутриволостной город в Эстонии, административный центр уезда Рапламаа и волостной центр и составная часть волости Рапла.

## География
Расположен в западной части Эстонии на холмистой равнине с плитняковым основанием у шоссе Таллин—Вильянди, на берегу реки Вигала. Расстояние до Таллина по шоссе — 53 километра. Высота над уровнем моря — 67 метров.

## Население
По данным переписи населения 2011 года в городе проживали 5 202 человека, из них 4 981 (95,8 %) — эстонцы.  
Численность населения города Рапла:
| Год     | 1913 | 1941  | 1959    | 1979    | 1989    | 2000    | 2006    | 2011    | 2019    | 2020    |
| ------- | ---- | ----- | ------- | ------- | ------- | ------- | ------- | ------- | ------- | ------- |
| Человек | 253  | ↗ 735 | ↗ 3 073 | ↗ 5 599 | ↗ 6 271 | ↘ 5 758 | ↘ 5 682 | ↘ 5 202 | ↘ 5 069 | ↘ 5 003 |

## История
В письменных источниках это место впервые упоминается в 1241 году в датской поземельной книге: здесь находилась деревня Рапал (Rapal) площадью 8 сох. В качестве уездного городка Рапла стал развиваться только в конце XIX века. В 1866 году здесь была открыта аптека, в 1868 году — сельская школа, в 1888 году — больница. В 1893 году было основано Общество трезвости; к этому времени в Рапла также имелись гостевой дом, харчевня, кегельбан, ямщицкая станция, 8 магазинов и две корчмы.
В 1900 году через город была проложена железнодорожная линия Таллин—Вильянди, в 1931 году к ней была присоединена ветка, ведущая к прибрежному посёлку Виртсу, разобранная в 1968 году.
5 августа 1941 года подразделения 291-й пехотной дивизии вели боевые действия южнее Рапла c 3-м батальоном 1-й особой бригады морской пехоты Балтийского флота, которые под давлением постепенно отходили к Таллину.
В 1945 году Рапла получил статус посёлка, в 1993 году — статус города.
В 1950—1991 годах посёлок Рапла был центром Раплаского района.

## Известные личности
- Анне Вески — певица, заслуженная артистка Эстонской ССР, родилась в Рапла.
- Раймонд Валгре — композитор, в 1920-х годах жил в Рапла по адресу Таллинское шоссе 9. В 1988 году на доме была открыта памятная доска[8].

## Галерея

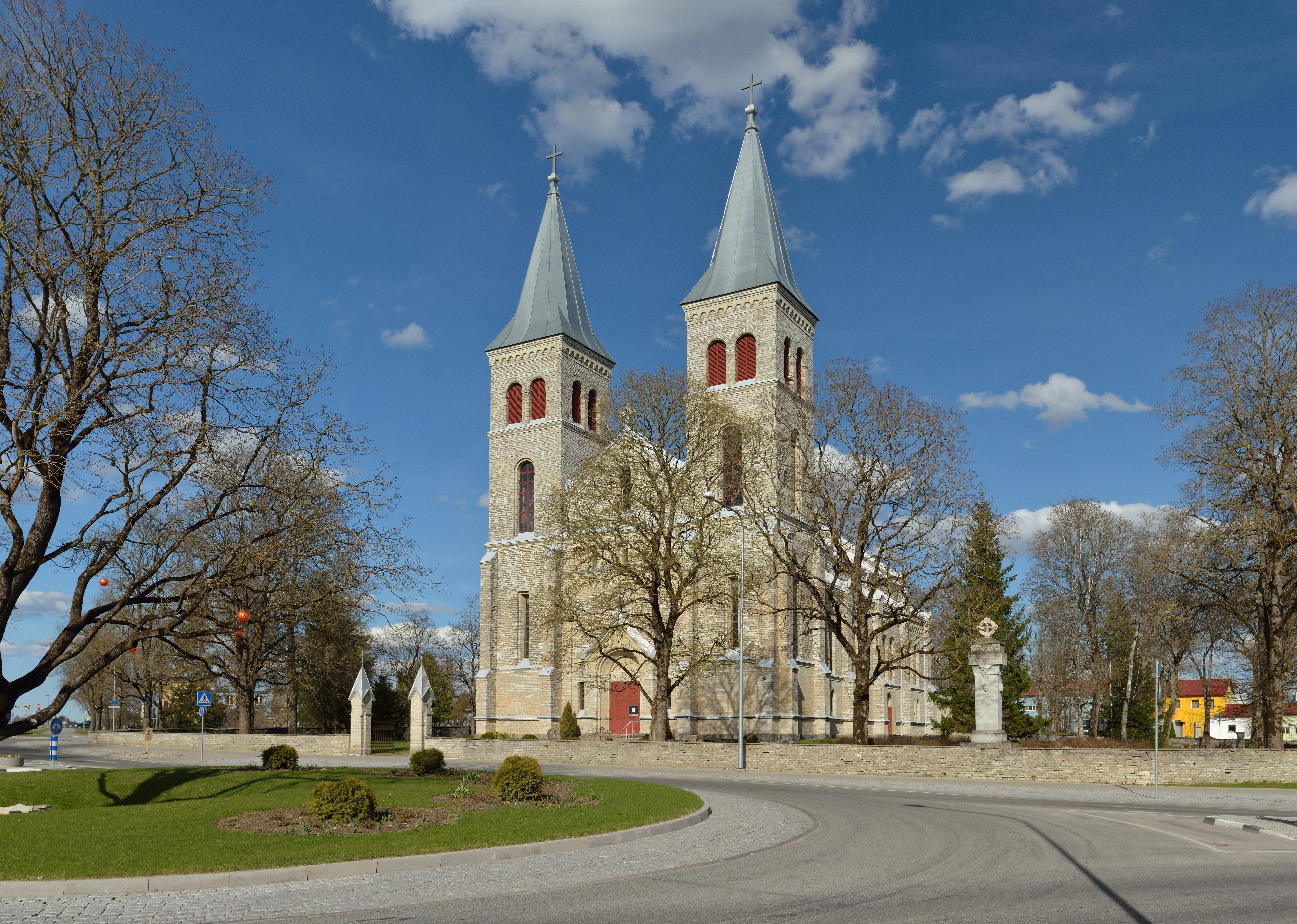
Лютеранская церковь Марии Магдалены
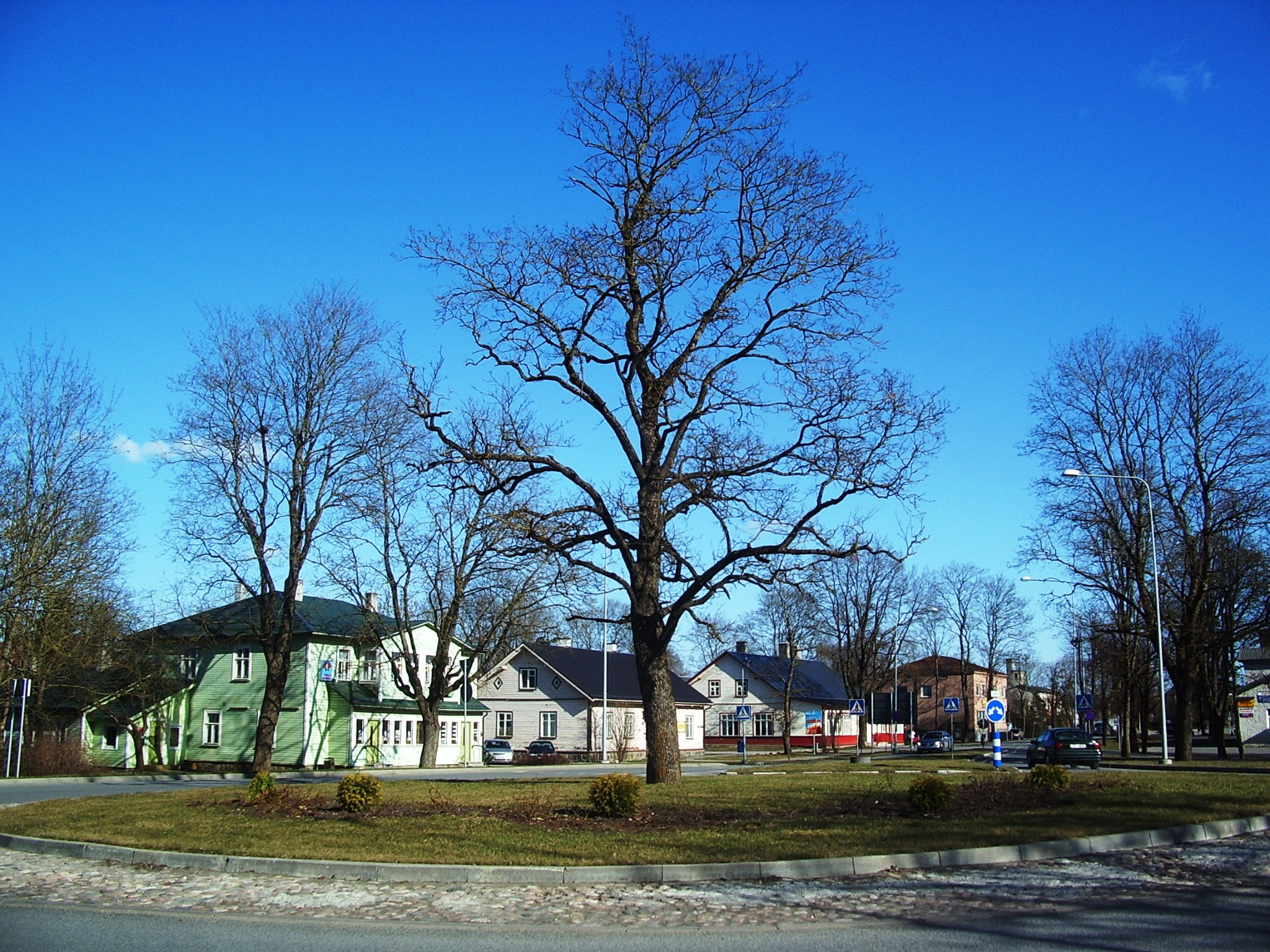
Центр Рапла
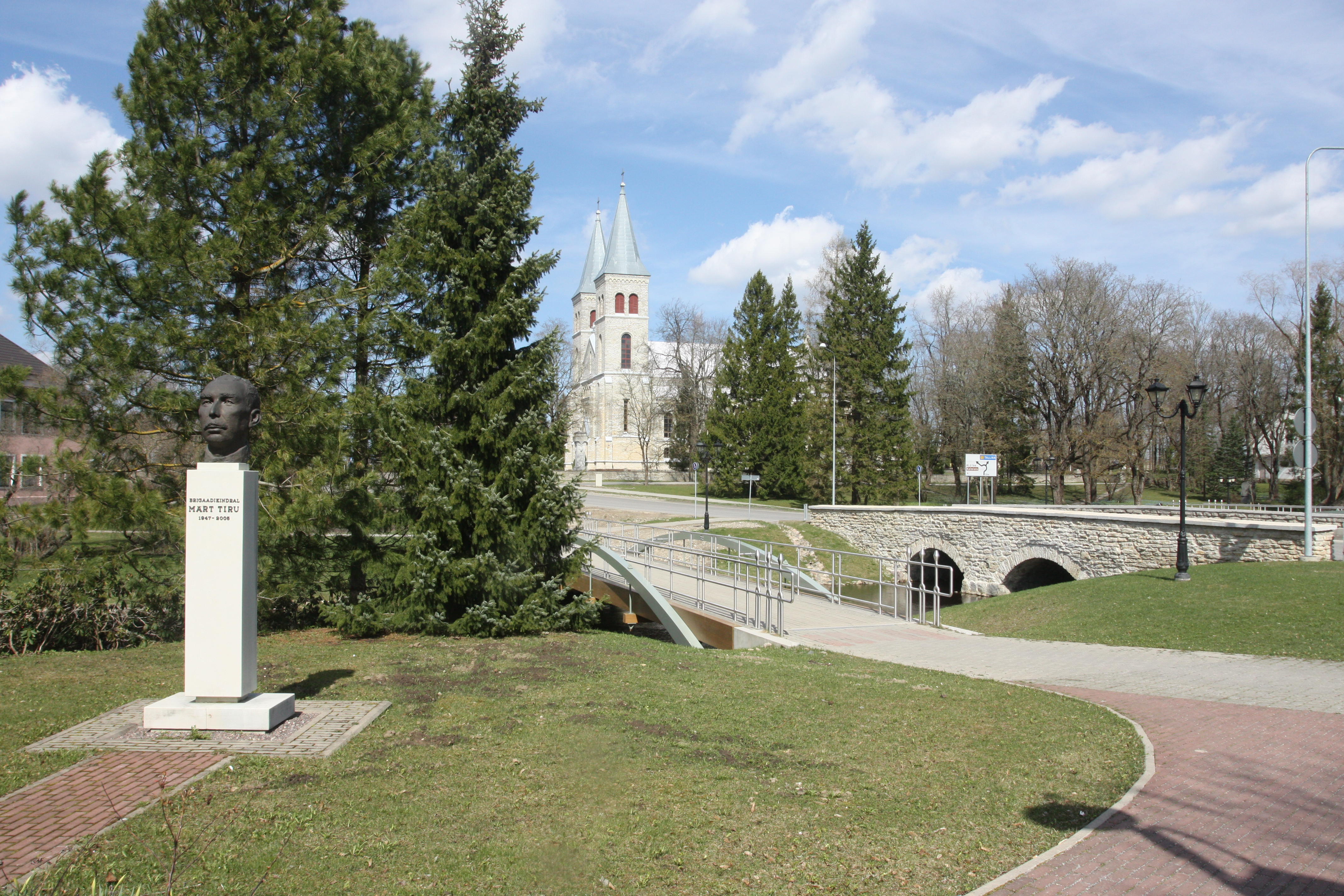
Каменный мост (памятник культуры) и памятник Марту Тиру
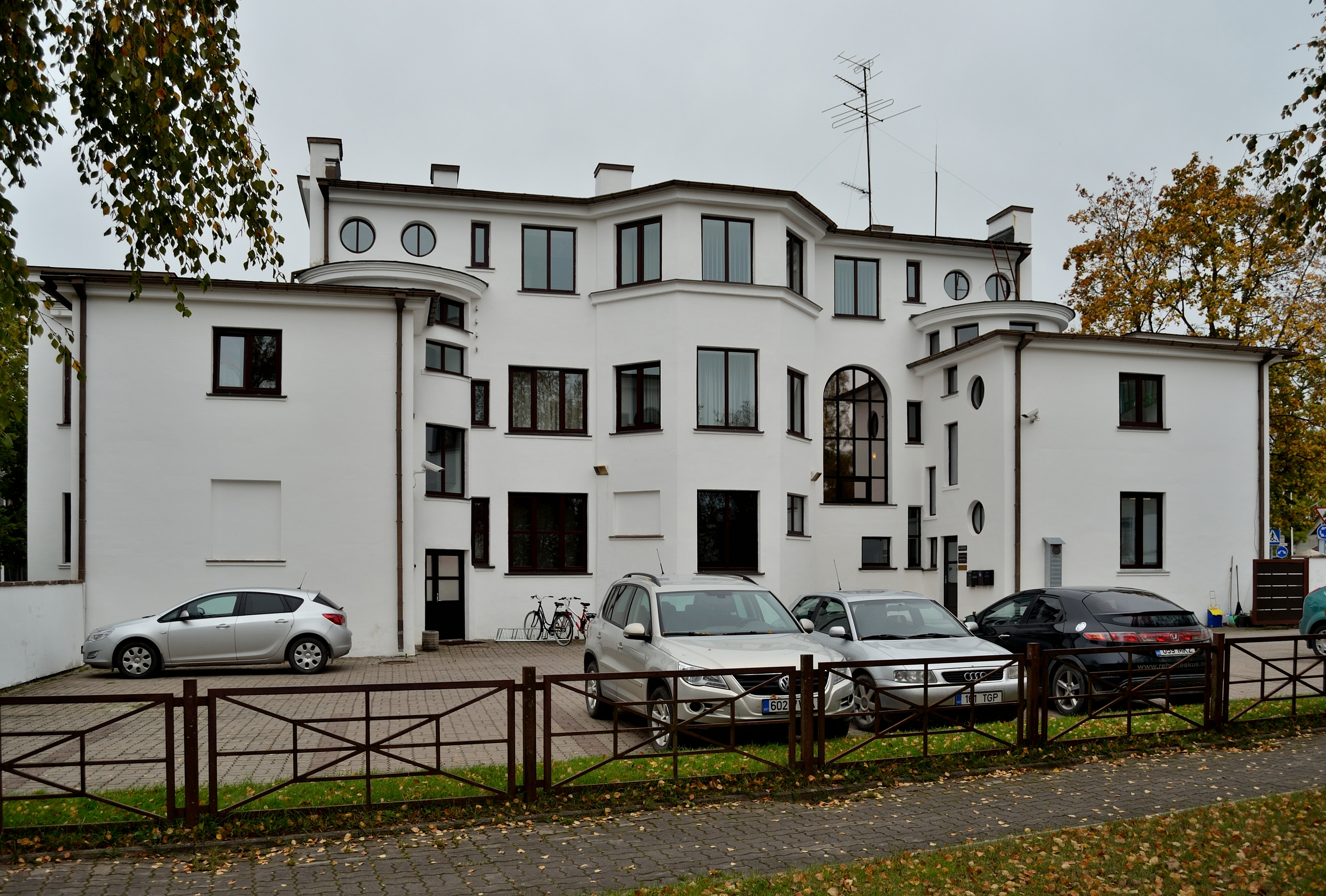
Контора банка SEB (памятник культуры)
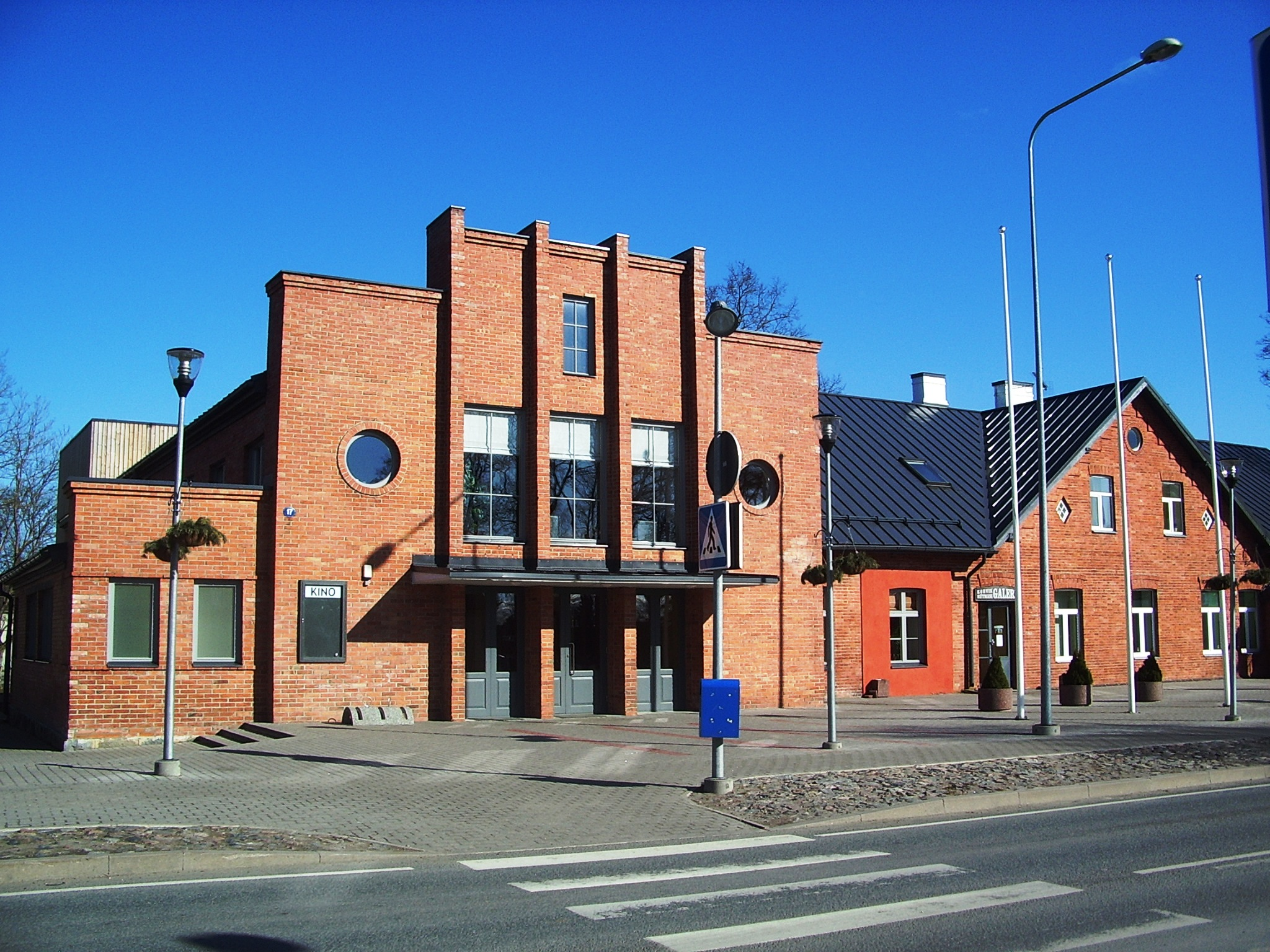
Культурный центр Рапла
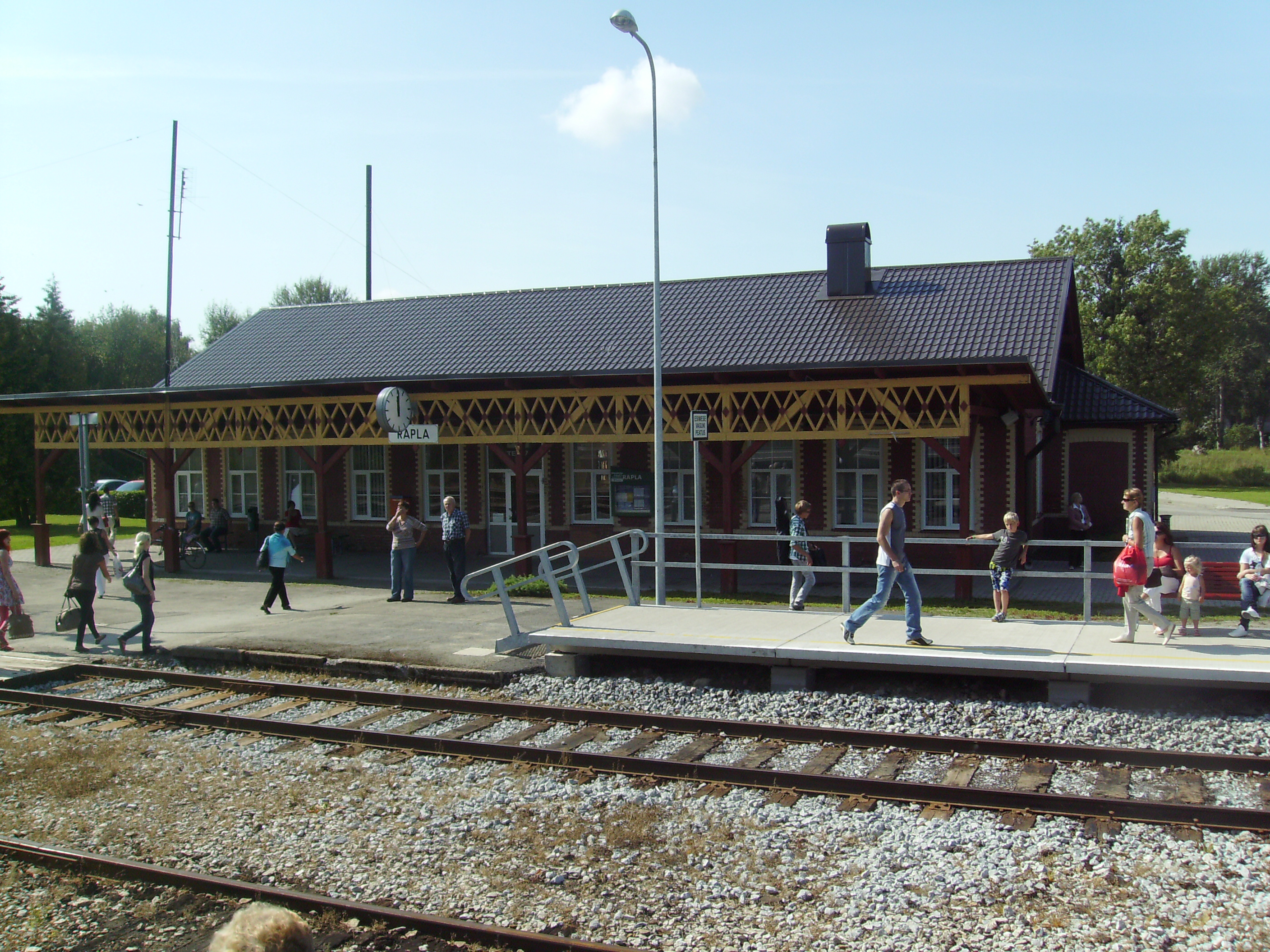
Железнодорожная станция Рапла
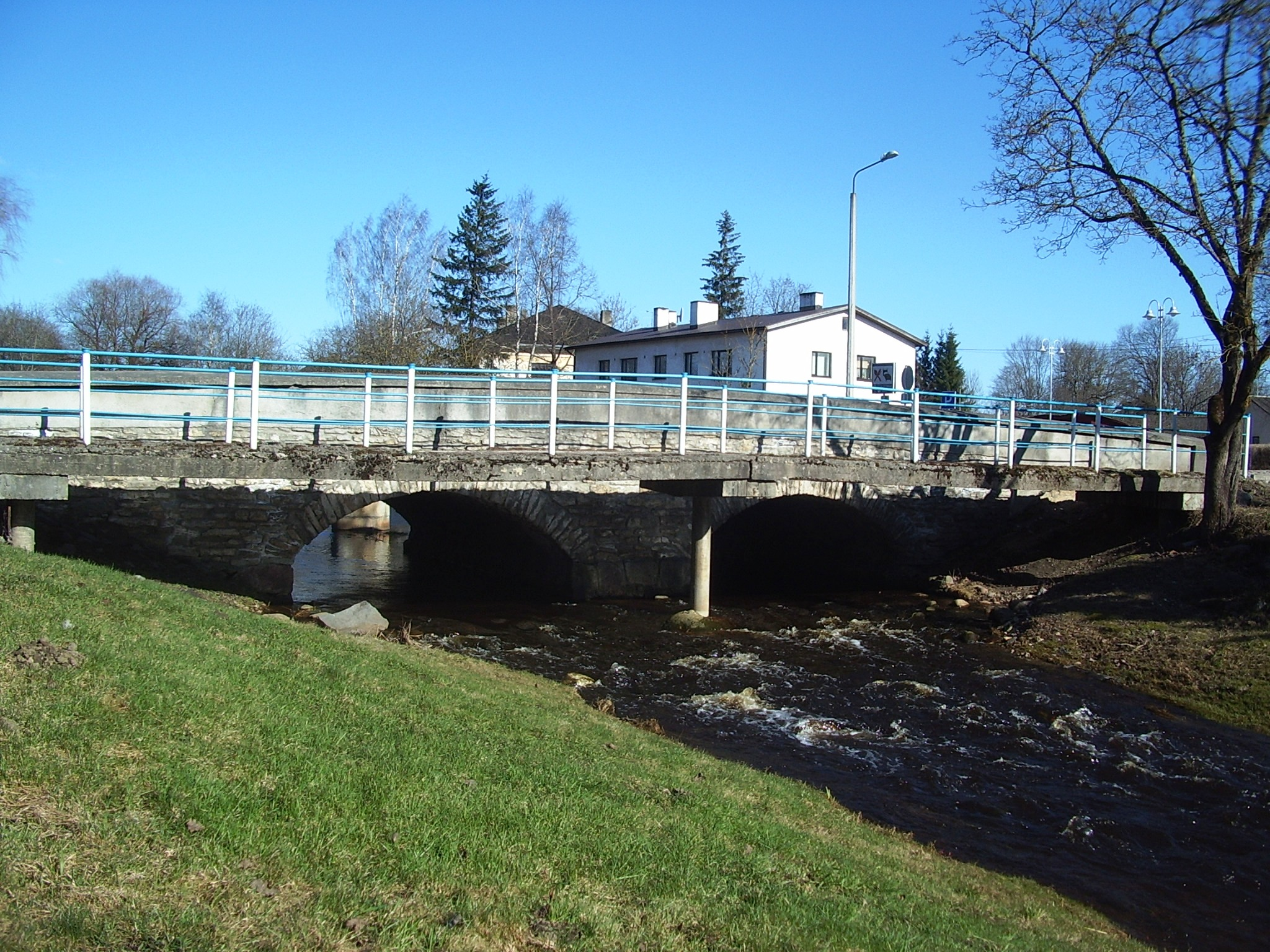
Река Вигала в Рапла
- Рапла, видео с дрона (2021 год)

### Комментарии
1. ↑  Эстонские топонимы, оканчивающиеся на -а, не склоняются (исключение — Нарва)